# Wyalusing (Pennsylvanie)
Le borough de Wyalusing est situé dans le comté de Bradford, dans le Commonwealth de Pennsylvanie, aux États-Unis. Sa population s’élevait à 596 habitants lors du recensement de 2010, estimée à 565 habitants en 2017.